# Io sono Li
Io sono Li is een Italiaans-Franse film uit 2011, geregisseerd door Andrea Segre. De film ging op 5 september in première op het filmfestival van Venetië.

## Verhaal
Shin Li, een illegale immigrante, werkt sinds 8 jaar in een textielwerkplaats in de buitenwijken van Rome terwijl ze tracht de documenten in orde te brengen om haar zoon vanuit China te laten overkomen naar Italië. Onverwachts wordt ze overgeplaatst naar Chioggia, een kleine eilandstad in de lagune van Venetië, waar ze moet werken achter de bar van een taverne. Daar ontmoet ze een vaste klant Bepi, een visser van Slavische oorsprong die door zijn vrienden “de dichter” wordt genoemd. Hoewel ze van verschillende afkomst zijn, sluiten ze een vriendschap die zowel de Chinese als de lokale gemeenschap verstoort.

## Rolverdeling
| Acteur             | Personage      |
| ------------------ | -------------- |
| Zhao Tao           | Shun Li        |
| Rade Šerbedžija    | Bepi, il poeta |
| Giuseppe Battiston | Devis          |
| Roberto Citran     | Avvocato       |
| Marco Paolini      | Coppe          |

## Productie
Het idee van het verhaal is ontstaan toen de regisseur een Chinese serveuse ontmoette in taverne Paradiso, een van de oudste visserstavernes in Chioggia, waar later ook een deel van de filmopnamen plaatsvonden. De film won een tiental prijzen op filmfestivals waaronder drie prijzen op het filmfestival van Venetië 2011. De film werd genomineerd in vier categorieën van de Premi David di Donatello 2012 en won de prijs voor beste vrouwelijk hoofdrol voor Zhao Tao.

## Prijzen en nominaties
De belangrijkste:
| Jaar | Prijs                    | Categorie                  | Genomineerde(n) | Uitslag  |
| ---- | ------------------------ | -------------------------- | --------------- | -------- |
| 2012 | Premi David di Donatello | Beste vrouwelijke hoofdrol | Zhao Tao        | Gewonnen |